# Conus aurisiacus
Conus aurisiacus ist eine Meeresschnecke, die in den Meeren vor den Philippinen und Indonesien (Maluku, Sulawesi) beheimatet ist. Wie alle Mitglieder der Gattung Conus erbeutet Conus aurisiacus seine Opfer mittels Gift. Er kann auch für Menschen gefährlich sein. Conus aurisiacus wurde 1758 von Carl von Linné erstmals beschrieben.

## Beschreibung
Conus aurisiacus ist eine mittelgroß bis große Kegelschnecke. Adulte Exemplare erreichen eine maximale Länge von 95 mm, meist bleiben sie jedoch kleiner. Die Größe des Gehäuses wird mit 43 mm bis 95 mm angegeben. Die Grundfarbe des bauchig konischen oder konischen Gehäuses ist weiß mit variabel rosa durchsetzt. Auf der Schale sind leichte umlaufende Furchen zu erkennen. Der letzte Umgang weist in der Regel zwei bis drei variabel breite, rosabraune spiralige Bänder auf. Daneben zeigen sich spiralige Bänder mit abwechselnd weißen Strichen und rötlich bis schwärzlichbraunen Punkten unterschiedlicher Größe und Anzahl sowie dunklere Bänder. Die Basis ist gelb, die Spitze weiß.
Das dünne, durchscheinende, glatte Periostracum ist blassgelb.
Die Radulazähne werden als relativ lang beschrieben, das Verhältnis Schale zu Zahnlänge beträgt 11:1. Die Zähne haben an der Spitze zwei kleine Widerhaken und einen dritten, langen, nach hinten zeigenden, distal gekrümmten Widerhaken. Sägung und Sporn an der Basis fehlen.

## Lebensraum und Lebensweise
Conus aurisiacus lebt in kleinen Höhlen auf sandigen und kiesigen Abhängen in Wassertiefen von etwa 25 Meter. Die Gehäuse werden auch in großer Tiefe von 150 m gesammelt. Die Struktur der Radulabezahnung lässt darauf schließen, dass sich um eine piscivore (fischfressende) Art handelt.